# IMC (企業)
株式会社IMC（IMC Co., Ltd.）は、全ての新造船・就航船向けに、必要な技術支援・部品販売・機器保守点検・応急修理・入渠工事など一貫したサービスを提供する会社。 ジャパン マリンユナイテッド株式会社（JMU）の完全子会社である。

## 概説
1975年10月に、石川島播磨重工業株式会社（現・株式会社IHI）の船舶用部品販売・沖修理専門会社として設立された。その後、IHI建造船のアフターサービス業務、商船入渠工事の営業業務、船舶情報管理システムの開発・製造・販売業務等を引き継ぎ、1999年には、主に海外での船舶の建造支援を業務とする株式会社アイ・エム・アイを合併した。
2002年10月1日に、IHIの海洋船舶事業部門全体を会社分割により、株式会社アイ・エイチ・アイ マリンユナイテッド（IHI MU、現・ジャパン マリンユナイテッド）が設立され、その子会社となった。
株式会社アイ・エイチ・アイ・マリンとして設立したが、2013年1月に株式会社IMCに商号を変更し、「東京都港区芝5丁目36番7号 三田ベルジュビル」に事務所を移転した。
2015年3月16日に「東京都港区芝浦四丁目13番23号 MS芝浦ビル5F」に移転し、現在に至る。

## 事業
- 部品販売事業
- 安全設備点検 海外ネットーワーク事業
- 沖修理・技術サービス事業
- 入渠修理・改造工事事業(クリフォンテ™ K1-SH)
- 油圧機械事業
- 船舶情報管理システム事業
- 中国向部品販売事業
- 海洋土木事業
- 鋼製構造物加工事業
- トリマー販売事業
- 陸上土木事業

## 事業所
- 名古屋営業所
- 神戸営業所
- 相生部品センター
- 広島営業所

## 参照
1. 1 2  株式会社IMC 第49期決算公告